# ایلیا کاورین
ایلیا کاورین (انگلیسی: Ilya Kaverin؛ ۱۵ مه ۱۹۱۰ – ۱۹ نوامبر ۱۹۶۳) فرد نظامی بود.
وی همچنین برندهٔ جوایزی همچون نشان لنین و قهرمان اتحاد شوروی شده‌است.